# Arquillos
Arquillos è un comune spagnolo di 1 911 abitanti situato nella comunità autonoma dell'Andalusia.